# K
|  | Per a altres significats, vegeu «K (desambiguació)». |

La K és l'onzena lletra de l'alfabet català i la vuitena de les consonants. En l'alfabet català tan sols és utilitzada en paraules d'origen estranger, sobretot mots anglesos, alemanys i romanitzacions d'altres llengües. Antigament ja els romans la feien servir només per a paraules d'origen grec i en l'edat mitjana per senyalar abreviatures d'aquesta mateixa llengua. El seu origen sembla etrusc. En català representa l'oclusiva velar sorda de l'alfabet fonètic internacional (igual que la c i el dígraf qu en cadira o penques).

## Símbols derivats o relacionats
| Caràcter | Descripció           | Unicode (maj./min.) | Html (maj./min.) | Notes d'ús |
| -------- | -------------------- | ------------------- | ---------------- | ---------- |
| Ǩ        | K amb anticircumflex | U+01E8 U+01E9       |                  |            |
| Ķ        | K amb ogonek         | U+0136 U+0137       |                  |            |
| Ḳ        | K amb punt inferior  | U+1E32 U+1E33       |                  |            |
| ĸ        | kra                  | U+0138              |                  | grenlandès |